# 1948年ロンドンオリンピックのユーゴスラビア選手団
1948年ロンドンオリンピックのユーゴスラビア選手団（1948ねんロンドンオリンピックのユーゴスラビアせんしゅだん）は、1948年7月29日から8月14日にかけてイギリスの首都ロンドンで開催された1948年ロンドンオリンピックのユーゴスラビア選手団、およびその競技結果。

## 概要
今大会は銀メダル2個、合計2個のメダルを獲得した。

## メダル
| メダル | 選手名               | 競技 | 種目           |
| ------ | -------------------- | ---- | -------------- |
| 銀     | イヴァン・ガビジャン | 陸上 | 男子ハンマー投 |